# Fernand Fayolle
Fernand Fayolle (La Motte-d'Aveillans, 21 luglio 1904 – Malaussène, 18 settembre 1997) è stato un ciclista su strada e ciclocrossista francese.
Professionista dal 1928 al 1935, partecipò a sei Tour de France e alla prima edizione della Vuelta a España. Nel corso della sua carriera ottenne quattro affermazioni, tutte in corse francesi.

## Palmarès
- 1929

Prix de la Ville d'Antibes
- 1932

Nice-Puget-Theniers-Nice
- 1934

Campionato delle Alpi Marittime
2ª tappa Circuit du Midi

## Piazzamenti

### Grandi Giri
- Tour de France

1928: 39º
1930: ritirato (17ª tappa)
1931: 29º
1932: 35º
1933: 11º
1935: 16º
- Vuelta a España

1935: 8º

### Classiche monumento
- Giro di Lombardia

1932: 23º